# Francesco Saverio Petagna
Francesco Saverio Petagna (Napoli, 13 dicembre 1812 – Castellammare di Stabia, 18 dicembre 1878) è stato un vescovo cattolico italiano.
È stato vescovo di Castellammare di Stabia.

## Biografia
Da giovane si distinse per l'amore per gli studi, nonché per la sua notevole intelligenza e pietà.
Fu ordinato sacerdote il 19 dicembre 1835.
Il 20 maggio 1850 papa Pio IX lo nominò vescovo di Castellammare di Stabia, presso Napoli, a soli 38 anni. Resse la diocesi per 28 anni, fino alla morte.
In qualità di pastore di tale diocesi, partecipò come padre conciliare al Concilio Vaticano I celebrato tra il 1869 e il 1870, intervenendo in particolare in difesa del dogma dell'infallibilità del Papa.
Durante il suo ministero episcopale il Petagna approvò con decreto vescovile due famiglie religiose: le suore Compassioniste e le suore Alcantarine e fondò la Congregazione delle Vittime dei Sacri Cuori di Gesù e Maria chiamate oggi Religiose dei Sacri Cuori di Gesù e Maria, alle quali affidò come ideale l'impegno della riparazione, un amore grande per la Chiesa e per il Vicario di Cristo, l'educazione morale e letteraria della gioventù.
Malato di leucemia, morì il 18 dicembre 1878 a Castellammare di Stabia, completamente povero per aver donato tutti i propri beni ai bisognosi.
Il 20 dicembre 2012 papa Benedetto XVI pubblicò un decreto riconoscendo le sue virtù eroiche, concedendogli il titolo di venerabile.

## Genealogia episcopale
La genealogia episcopale è:
- Cardinale Scipione Rebiba
- Cardinale Giulio Antonio Santori
- Cardinale Girolamo Bernerio, O.P.
- Arcivescovo Galeazzo Sanvitale
- Cardinale Ludovico Ludovisi
- Cardinale Luigi Caetani
- Cardinale Ulderico Carpegna
- Cardinale Paluzzo Paluzzi Altieri degli Albertoni
- Papa Benedetto XIII
- Papa Benedetto XIV
- Papa Clemente XIII
- Cardinale Luigi Valenti Gonzaga
- Cardinale Lorenzo Litta
- Cardinale Vincenzo Macchi
- Cardinale Mario Mattei
- Cardinale Sisto Riario Sforza
- Vescovo Francesco Saverio Petagna